# Campiglia Marittima
Campiglia Marittima è un comune italiano di 12 323 abitanti della provincia di Livorno in Toscana.
Il toponimo è attestato per la prima volta nel 1004 come Campillia e deriva dal latino campus, «campo».
Nel 1862 fu aggiunta la specificazione Marittima, cioè «della Maremma» (in latino  Maritima). Il paese è uno dei comuni facenti parte del circondario della Val di Cornia e comprende la più popolosa frazione di Venturina Terme e fa parte del circuito dei "borghi più belli d'Italia".

## Geografia fisica
- Classificazione sismica: zona 4 (sismicità molto bassa)[7]
- Classificazione climatica: zona D, 1865 GR/G
- Diffusività atmosferica: alta, Ibimet CNR 2002

## Storia
Da molteplici testimonianze archeologiche nel territorio comunale si sa che sono esistiti stanziamenti anteriori al Medioevo. Il territorio comunale già in epoca etrusca e romana è abitato anche grazie al fatto che la zona è ricca di minerali, e testimonianze di questa attività sono visibili ai piedi del paese dove oggi si trova la chiesa della Madonna di Fucinaia e il parco archeo-minerario di San Silvestro. Oggi sono visitabili i forni fusori e i pozzi minerari che gli etruschi sfruttavano in cerca di metalli.
Sono state individuate anche tracce di un villaggio dell'VIII-IX secolo: è infatti nel Medioevo che l'abitato prende forma. Dall'XI secolo si conoscono le prime testimonianze di fonti scritte che parlano dell'insediamento urbano di Campillia.
Il primo documento ufficiale che nomina Campiglia è del 1004: è l'atto del conte Gherardo II della Gherardesca che dona al monastero di Santa Maria di Serena, vicino a Chiusdino, la metà del castello di Campiglia con il suo territorio e la chiesa, insieme a quote dei vicini castelli di Acquaviva, Biserno, e del Castello di Monte Calvi (la rocca detta ora di San Silvestro).
Rocca San Silvestro, situata sulle pendici del Monte Calvi, fu un villaggio fortificato, fondato nel X-XI secolo, dalla famiglia dei Della Gherardesca per controllare le miniere di rame e di piombo argentifero della zona, sfruttate fin dall'epoca etrusca. Il villaggio conserva una parte alta cinta da mura, con la residenza signorile e una chiesa, e il borgo inferiore, difeso da un'altra cinta in pietra e dotato di strutture produttive (frantoio, forni). La lavorazione del ferro si svolgeva invece al di fuori delle mura. Nel XII secolo appartenne alla famiglia Della Rocca e si sviluppò economicamente. Le mura vennero ricostruite e dotate di una porta fortificata con scalinata antistante, mentre il palazzo signorile si arricchì di una nuova torre e cisterne; anche la chiesa venne ingrandita. Alla fine del secolo, tuttavia, le attività minerarie iniziarono a decadere, per la concorrenza delle miniere della Sardegna e per l'invenzione di nuove procedure di lavorazione, e il borgo si spopolò fino al definitivo abbandono nel XIV secolo.
Nel XII secolo una parte di Campiglia fu donata anche al monastero di San Giustiniano in Falesia, in Piombino, di proprietà degli stessi Della Gherardesca; il conte Ildebrando della Gherardesca nel 1139, donò alla mensa arcivescovile di Pisa la metà dei beni nelle località di Biserno, di Vignale, di Campiglia, di Monte San Lorenzo. Dal 1158, grazie all'arcivescovado pisano che ottenne i possessi del monastero di Serena, troviamo il castello di Campiglia sotto il dominio del Comune di Pisa.
Nel marzo 1138 Campiglia ospitò papa Innocenzo II che con la corte ritornava a Viterbo dopo il concilio di Pisa.
Fra i signori di Campiglia risalta il nome di un Uguccione, di famiglia di magnati pisani, i quali nel 1238 inviarono i loro rappresentanti a Santa Maria a Monte per un trattato di concordia e di lega fra essi e alcuni popoli della Toscana; inoltre si ricordano un Alberto Signore di Campiglia e una Preziosa che nel 1274 sposò Veltro da Corvaia.
La rocca di Campiglia rimase sotto il dominino pisano fino al 1406, quando Firenze conquistò Pisa; Campiglia venne occupata dai fiorentini, divenendo così il punto più meridionale dei dominii di Firenze nella Maremma, importantissimo avamposto anche per il controllo e l'influenza su Piombino.
Nel 1447 Alfonso di Aragona re di Napoli, in marcia verso Milano, condusse il suo esercito anche verso Campiglia e lo Stato di Piombino, ma venne ostacolato dai capitani Fiorentini Neri Capponi e Bernardetto de' Medici che con una battaglia che fece più di duemila morti nella pianura di Caldana; così Campiglia venne bene difesa, tanto che l'Aragonese dovette ritirarsi.

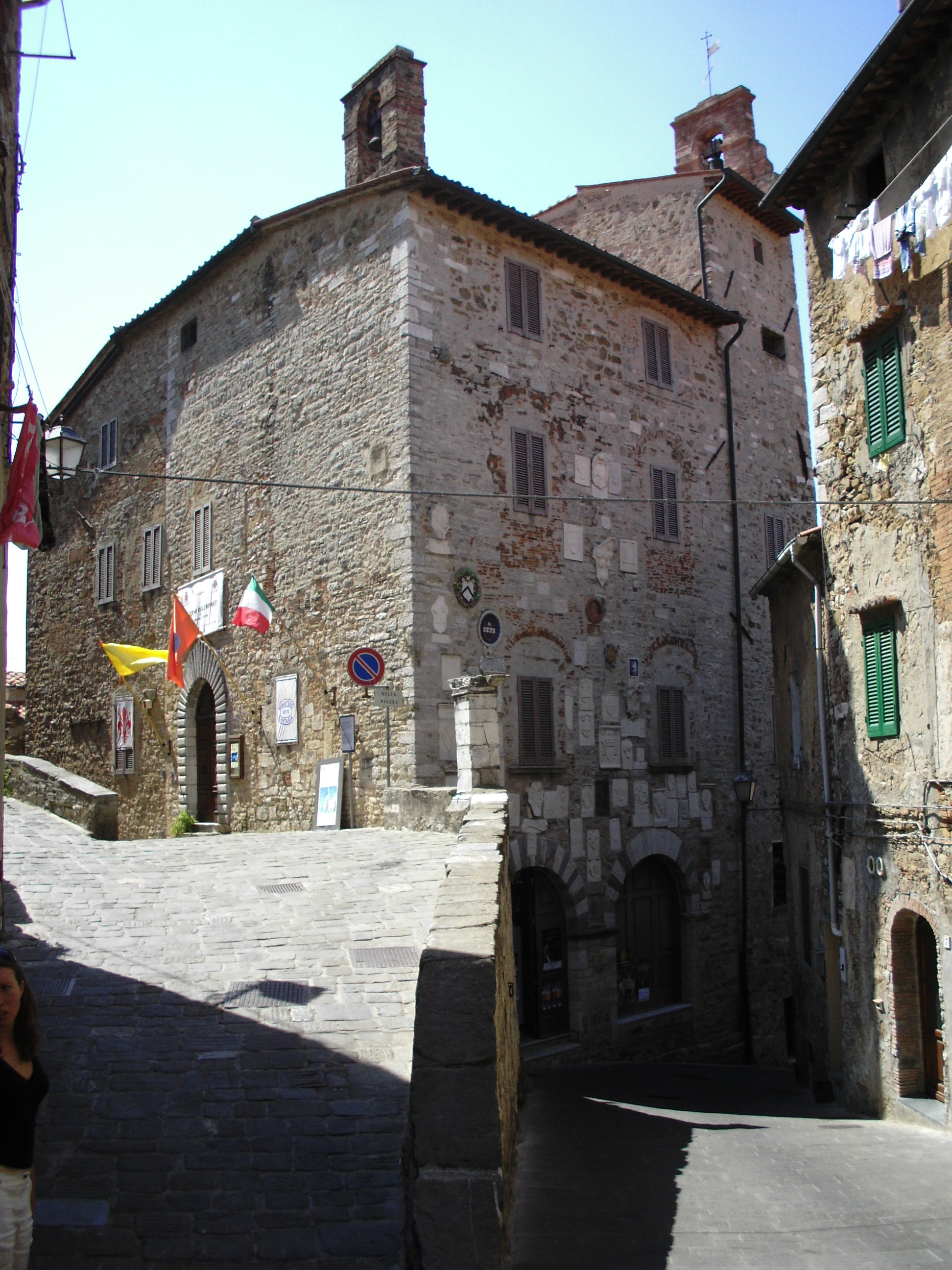
Palazzo Pretorio

Campiglia divenne territorio di confine strategico per Firenze per tutto il XV secolo e per la prima parte del XVI, quale roccaforte delle truppe fiorentine. L'importanza strategica di Campiglia è testimoniata da un episodio storico importante che vide truppe capitanate da Ercole Bentivoglio scontrarsi con le compagnie fedeli ai pisani governate dal capitano di ventura Bartolomeo d'Alviano, il quale tentava ogni mezzo per recarsi da Scarlino a Pisa. Fu presso la torre costiera di San Vincenzo che avvenne lo scontro, il 17 agosto 1505 ebbe luogo la "battaglia di San Vincenzo" che vide le truppe fiorentine prevalere sui Pisani sostenuti da Siena, sedando una delle ultime manifestazioni di indipendentismo pisano. Tale episodio cruciale per Firenze venne poi raffigurato in un affresco del Vasari nel Salone dei Cinquecento a Firenze.
Campiglia iniziò progressivamente a perdere importanza quando i Fiorentini non la considerano più avamposto strategico, avendo ormai consolidato il loro potere soggiogando Pisa definitivamente nel 1509 occupandola e presidiandola con l'esercito; non riscontrando più negli anni a seguire sentimenti aggressivi contro Firenze dalle città della costa e dalle antiche famiglie di origine pisana, si registrò un lento naturale diradamento militare e ristagno economico.
Le sorti di Campiglia e del suo territorio seguirono quelle dell'intera Toscana prima con i Medici e poi con i Lorena nel Granducato di Toscana. La città subì il contagio di peste che accompagnato dalla carestia rese deserta Campiglia nei secoli XVI e decimò la popolazione tanto che fu ridotta a soli 316 abitanti.
Ai piedi di Campiglia con la costruzione della Via Regia Emilia, voluta dai Lorena nel XVIII secolo, cominciò a nascere l'abitato di Venturina, caratterizzato dalla vantaggiosa posizione di vicinanza a Piombino. Il territorio intorno a Venturina della val di Cornia e del lago di Piombino acquisì grazie alle opere di bonifica lorenesi nuova linfa, permettendo così che si potesse sviluppare un'importante realtà agricola.
La dominazione dei Lorena continuò sino all'inizio dell'Ottocento infatti come tutta la toscana il territorio fu invaso dalle truppe francesi al seguito di Napoleone Bonaparte che occuparono il territorio e vi rimasero fino al 1814.
Dal 1815 il territorio di Campiglia Marittima rientrò a far parte del Granducato di Toscana retto ancora dai Lorena e amministrativamente nel compartimento granducale di Pisa.
La Comunità di Campiglia nel 1833 fu staccata insieme con quelle di Piombino e di Suvereto dal Compartimento granducale di Pisa per essere assegnata a quello di Grosseto. Nel 1860 il Granducato di Toscana, e quindi anche il territorio di Campiglia, si unì al regno d'Italia, e lo stesso anno la nuova provincia di Grosseto cedette i comuni della Val di Cornia a Pisa facendo ritornare amministrativamente Campiglia nella provincia di Pisa.
Nel 1925 durante il fascismo, il gerarca Costanzo Ciano livornese, fece ampliare la piccola provincia di Livorno che era composta solo dalla città e dai comuni dell'isola d'Elba, inserendovi tutte le località costiere e la Val di Cornia compresa Campiglia Marittima.
Il comune di Campiglia nell'immediato dopo guerra, nell'anno 1949 perse parte del territorio comunale per permettere a San Vincenzo di divenire comune autonomo e indipendente con Decreto del Presidente della Repubblica n. 414 del 3 giugno 1949.

### Simboli
Lo stemma del Comune di Campiglia Marittima è stato riconosciuto con decreto del capo del governo del 26 maggio 1930.
Il gonfalone in uso è costituito da un drappo di rosso.

## Monumenti e luoghi d'interesse

### Palazzo Pretorio
Sito nel cuore del centro storico, Palazzo Pretorio testimonia la dipendenza di Campiglia da Firenze e Pisa. L'edificio fu ampliato a più riprese nel corso dei secoli. La facciata, caratterizzata dalle due grandi arcate in calcare bianco e grigio che si aprono al piano terra e conservano su una mensola di imposta un'epigrafe che data la ricostruzione dell'edificio al 1246, presenta inoltre 65 stemmi dei Capitani del Popolo. Sul lato destro svetta la torre dell'orologio, caratterizzata da un campanile a vela. Oltre alla Biblioteca dei ragazzi, oggi l'edificio ospita al suo interno i seguenti siti di interesse culturale:
- Archivio Storico del Comune di Campiglia: conserva sia documentazione preunitaria, prodotta dalle antiche istituzioni preposte all'amministrazione di questo territorio, sia i documenti del Comune sorto all'indomani dell'unificazione amministrativa del Regno d'Italia.
- Mostra permanente Carlo Guarnieri: inaugurata nell'ottobre 2013, è dedicata all'opera del pittore e xilografo Carlo Guarnieri, nato il 23 ottobre 1892 a Campiglia Marittima, dove è ricordato anche con una targa commemorativa affissa sulla sua casa natale.
- Museo del minerale: nasce per iniziativa del Circolo Mineralogico Toscano costituito nel 1968 ed espone prevalentemente i campioni dei minerali che sono stati estratti durante lo sfruttamento del ricco sottosuolo campigliese, ma anche di minerali che sono stati catalogati con una nomenclatura che fa pieno riferimento alla Costa degli Etruschi come il caso dell'Ilvaite, ma si possono vedere, inoltre, notevoli esemplari di minerali provenienti da tutto il mondo.

### La Rocca di Campiglia e il Museo della Rocca
Il complesso della rocca domina Campiglia dalla porzione più alta del rilievo su cui si sviluppa l'abitato dove sin dal X secolo si sviluppò un villaggio di grandi capanne in legno, abitate da individui che vivevano principalmente di allevamento suino e delle risorse del bosco. Le prime strutture in muratura risalgono all'XI secolo. Nelle fonti storiche viene citata per la prima volta nel 1004 come castello legato alla casata Della Gherardesca e in particolare al ramo discendente da Tedice II. Nel corso dei secoli il complesso è stato sottoposto a numerosi ampliamenti, tra cui la costruzione di due torri nel XIII secolo, una delle quali veniva usata come discarica, motivo per cui, a seguito dei recenti scavi archeologici, sono stati rinvenuti una gran quantità di oggetti che documentano la vita dei signori dell'epoca. Sul finire de XIII secolo, per le mutate condizioni politiche generali, nella Rocca viene stanziata una guarnigione di soldati pisani.
Il Museo della Rocca situato all'interno del complesso è stato inaugurato nel 2008 a seguito degli studi archeologici effettuati dal Dipartimento di Archeologia Medievale dell'Università degli Studi di Siena. Espone tutti i reperti ritrovati durante gli scavi ricostruendo, attraverso ricostruzioni grafiche e pannelli didattici, la storia del complesso e le sue trasformazioni nel corso dei secoli.

### Rocca San Silvestro e parco archeominerario

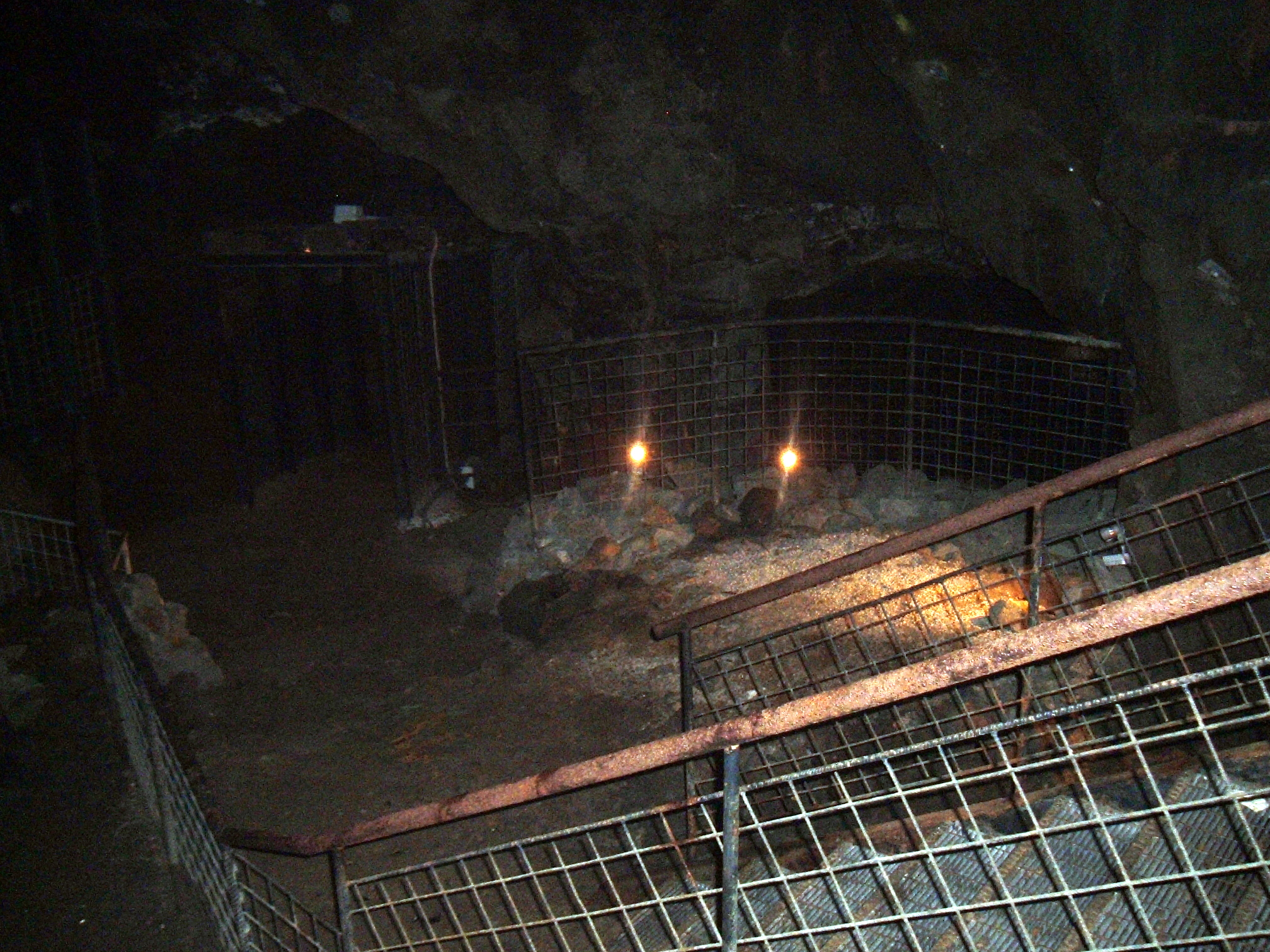
Uno scorcio della miniera del Temperino, all'interno del Parco minerario di San Silvestro

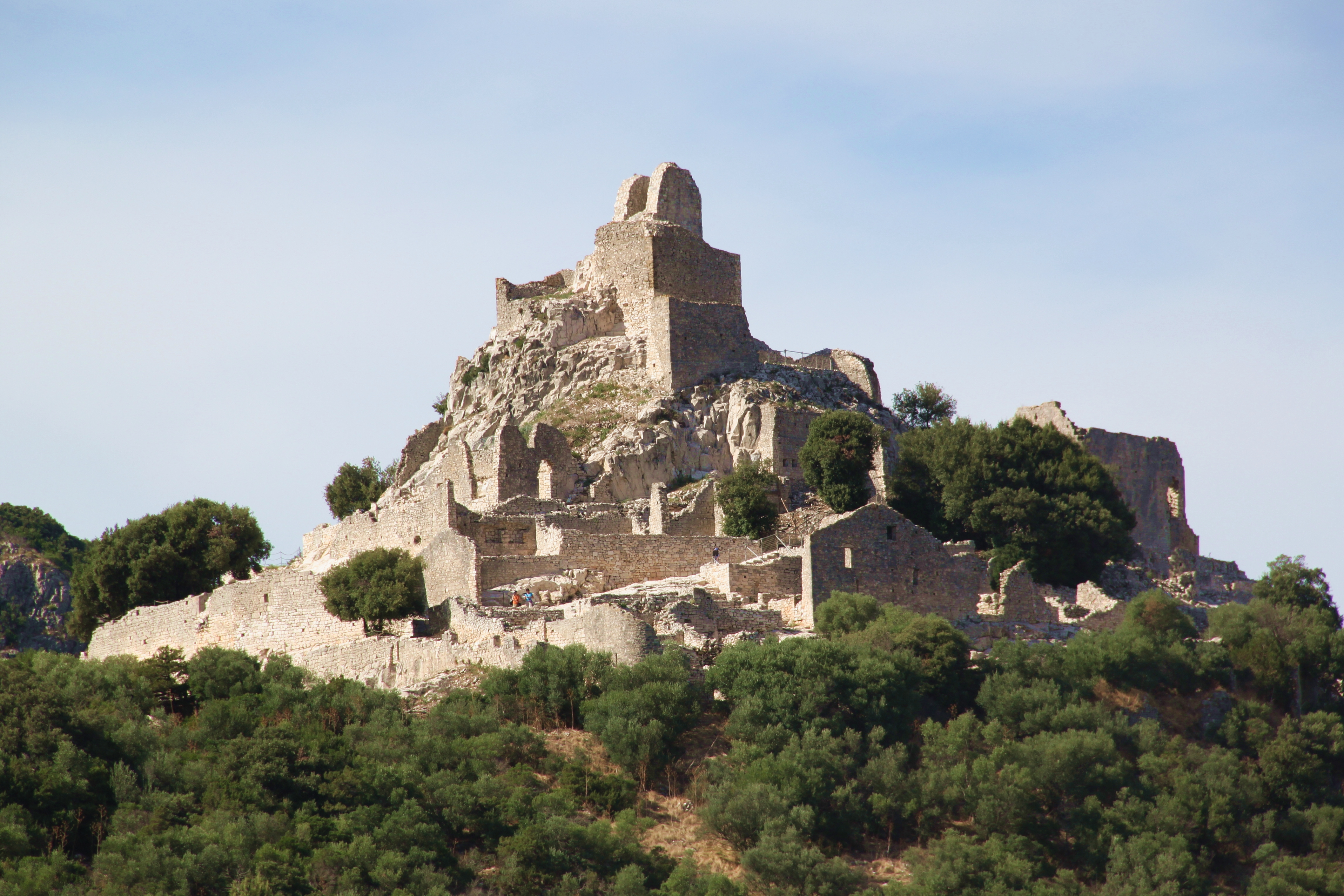
La Rocca San Silvestro

Intorno ai resti del villaggio si articola il "Parco archeominerario di San Silvestro", che prevede diversi itinerari di visita:
- Miniera del Temperino: percorso tra pozzi e gallerie di un'antica miniera medioevale di solfuri, con tracce di attività produttive anche di epoca etrusca.
- Via del Temperino: tra la miniera e i "Musei del Parco", illustra la storia delle estrazioni minerarie della zona a partire dagli Etruschi.
- Via delle Ferruzze: prende il nome dalle "ferruzze", accumuli di scorie di lavorazione degli anni quaranta e tocca i principali monumenti.

A questi si aggiungono la via dei Lanzi, la via dei Filoni Porfirici, la via dei Manienti, e la via delle Fonti.
Presso l'ingresso si trova l'interessante impianto industriale dei "forni della Madonna della Fucinaia", utilizzati in epoca anteriore al III secolo a.C. per la prima fase della lavorazione del rame.

### Le porte della cinta muraria
- Porta Ribellino (a mare): rivolta a sud-ovest, è la principale porta d'accesso a Campiglia. Si trova su un terrapieno affacciato in via Vittorio Veneto e conduce tramite una scalinata alla piazza Dogali. I conci dell'arco sono probabilmente originari di una costruzione medievale e formano un arco nella facciata di un palazzo che dai semplici tratti originari venne trasformato nella prima metà del Novecento con un intervento sulla facciata così da assumere l'aspetto di un edificio gotico in sintonia con la moda del tempo.
- Porta Pisana (al Pozzolungo): rivolta a nord-ovest, all'ingresso di via Buozzi nei pressi dell'ottocentesco Teatro dei Concordi. Isidoro Falchi nei suoi Trattenimenti però, la indica come Porta Pisana, mentre chiama Porta Fiorentina quella di S. Antonio. Quella di oggi è il risultato di una ricostruzione avvenuta nel XVI secolo, mentre la porta originaria fu inglobata nello stesso secolo nel bastione di rinforzo delle mura che nel XX secolo venne utilizzata come accesso al Cinematografo, oggi ingresso del Centro civico Mannelli.
- Porta Fiorentina (di Sant'Antonio): piuttosto ben conservata, è caratterizzata da un arco interno ribassato e un estradosso di forma ogivale. Sopra l'arco campeggiano quattro stemmi: lo stemma di un ramo della famiglia Della Gherardesca, lo stemma di Pisa (croce), lo stemma di Firenze (giglio), lo stemma di Campiglia (cane rampante). Secondo Isidoro Falchi vennero apposti nel 1468 per deliberazione del Consiglio comunale di Campiglia.

### Museo di arte sacra
Inaugurato l'11 luglio 2003, ha la finalità di raccogliere ed esporre gli oggetti liturgici e devozionali che costituiscono il corredo dell'antica parrocchia di Campiglia; è allestito nei locali sottostanti la chiesa di San Lorenzo, nella Sala delle Volte che rappresenta ciò che rimane di un antico edificio medievale. Tra gli oggetti di maggiore interesse vi sono la colonna ofitica del XIII secolo, una campana realizzata nel 1372 dal maestro Nanni Pisano, il Cristo di bronzo della fine del Cinquecento, probabilmente opera di Antonio Susini, allievo del Giambologna, e il dipinto Ecce Homo realizzato dal pittore fiorentino Alessandro Frigoni (1652).

### Architetture religiose
- Chiesa della Madonna di Fucinaia
- Chiesa di San Sebastiano
- Chiesa di Sant'Antonio
- Oratorio della Misericordia
- Pieve di San Giovanni
- Propositura di San Lorenzo

### Teatri
- Teatro dei Concordi

## Società

### Evoluzione demografica
Abitanti censiti

### Etnie e minoranze straniere
Secondo i dati ISTAT al 31 dicembre 2020 la popolazione di Campiglia Marittima è per circa il 93% di cittadinanza italiana. La popolazione straniera residente ammontava a 967 persone, circa il 7% della popolazione. Le nazionalità maggiormente rappresentate in base alla loro percentuale sul totale della popolazione residente erano:
1. Romania, 287
2. Senegal, 150
3. Marocco, 112

## Cultura

### Cucina e prodotti tipici
Dolce tipico di Campiglia Marittima è la schiaccia campigliese, si tratta di una torta croccante che va servita accompagnata con vino bianco o in alternativa, con del vin santo.

### Eventi
L'appuntamento più caratteristico è "Apritiborgo", il festival del teatro e delle arti di strada, nato nel 2005 grazie alla collaborazione con l'Accademia di belle arti di Firenze, che si svolge nelle strade del borgo tutti gli anni dall'11 al 15 agosto.

## Economia

### Turismo
Terme del Calidario
Una sorgente di acqua calda a 36°, che alimenta un laghetto, venne frequentata dagli Etruschi e dai Romani. Alla metà del XIII secolo risale la costruzione di un muro di contenimento per le acque del laghetto.
Da novembre 2021 il comune è associato a I borghi più belli d'Italia.

## Amministrazione
Di seguito è presentata una tabella relativa alle amministrazioni che si sono succedute in questo comune.
| Periodo        | Periodo        | Primo cittadino        | Partito                                      | Carica  | Note          |
| -------------- | -------------- | ---------------------- | -------------------------------------------- | ------- | ------------- |
| 13 giugno 1985 | 1º giugno 1990 | Lorenzo Banti          | Partito Comunista Italiano                   | Sindaco | [ 12 ]        |
| 1º giugno 1990 | 24 aprile 1995 | Lorenzo Banti          | Partito Comunista Italiano                   | Sindaco | [ 12 ]        |
| 24 aprile 1995 | 14 giugno 1999 | Lorenzo Banti          | Centro-sinistra                              | Sindaco | [ 13 ]        |
| 14 giugno 1999 | 14 giugno 2004 | Silvia Velo            | Forum Alleanza di Centrosinistra             | Sindaco | [ 14 ] [ 15 ] |
| 14 giugno 2004 | 8 giugno 2009  | Silvia Velo In Feltrin | Progressisti Democratici Uniti per Campiglia | Sindaco | [ 15 ]        |
| 8 giugno 2009  | 26 maggio 2014 | Rossana Soffritti      | Campiglia democratica                        | Sindaco | [ 16 ]        |
| 26 maggio 2014 | 26 maggio 2019 | Rossana Soffritti      | Campiglia democratica                        | Sindaco | [ 17 ]        |
| 26 maggio 2019 | In carica      | Alberta Ticciati       | Campiglia Comune                             | Sindaco | [ 18 ]        |